# Hội chứng hô hấp cấp tính nặng
|                                | MERS-CoV            | SARS-CoV              | SARS-CoV-2         |
| ------------------------------ | ------------------- | --------------------- | ------------------ |
| Bệnh                           | MERS                | SARS                  | COVID-19           |
| Dịch                           | 2012, 2015, 2018    | 2002–2004             | Đại dịch 2019–nay  |
| Dịch tễ học                    |                     |                       |                    |
| Ngày phát hiện ca đầu tiên     | Tháng 6 2012        | Tháng 11 2002         | Tháng 12 2019      |
| Địa điểm phát hiện ca đầu tiên | Jeddah, Ả Rập Xê Út | Thuận Đức, Trung Quốc | Vũ Hán, Trung Quốc |
| Độ tuổi trung bình             | 56                  | 44                    | 56                 |
| Tỷ lệ giới tính (nam:nữ)       | 3,3:1               | 0,8:1                 | 1.6:1              |
| Số ca xác nhận                 | 2494                | 8096                  | 676.609.955        |
| Số ca tử vong                  | 858                 | 774                   | 6.881.955          |
| Tỷ lệ tử vong                  | 37%                 | 9,2%                  | 1,0%               |
| Triệu chứng                    |                     |                       |                    |
| Sốt                            | 98%                 | 99–100%               | 87,9%              |
| Ho khan                        | 47%                 | 29–75%                | 67,7%              |
| Khó thở                        | 72%                 | 40–42%                | 18,6%              |
| Tiêu chảy                      | 26%                 | 20–25%                | 3,7%               |
| Đau họng                       | 21%                 | 13–25%                | 13,9%              |
| Buộc thở máy                   | 24,5%               | 14–20%                | 4,1%               |
| Ghi chú 1. 2.                  |                     |                       |                    |

Hội chứng hô hấp cấp tính nặng (tiếng Anh: Severe acute respiratory syndrome; viết tắt: SARS) là một chứng bệnh hô hấp ở con người gây ra bởi một loại virus mang tên virus SARS (SARS-CoV), một chủng của coronavirus. Trong thời gian từ tháng 11 năm 2002 đến tháng 7 năm 2003, dịch SARS bùng phát ở Hồng Kông, lan tỏa toàn cầu và gần như trở thành một đại dịch, với 8422 trường hợp và 774 trường hợp tử vong trên toàn thế giới (10,9% tử vong) theo Tổ chức Y tế Thế giới. Chỉ trong vòng vài tuần lễ, SARS lan từ Hồng Kông sang lây nhiễm nhiều người khác tại 37 quốc gia trên thế giới (trong đó có Việt Nam) vào đầu năm 2003.
Trường hợp tử vong của SARS tùy thuộc vào giới tuổi bệnh nhân. Đối với người dưới 25 tuổi, tỷ lệ tử vong ít hơn 1%; dưới 25-44 tuổi thì tỷ lệ tăng lên thành 6%; dưới 45-64 là 15%; và hơn 65 tuổi là 50% hoặc hơn nữa.
Không như bệnh đậu mùa đã bị dứt hẳn, SARS vẫn tồn tại, tiềm ẩn trong khối trữ thiên nhiên (quần thể động vật) và có khả năng tái phát.
Không có trường hợp SARS-CoV đầu tiên nào được báo cáo trên toàn thế giới kể từ năm 2004. Tuy nhiên, virus SARS-CoV-2 có liên quan là nguyên nhân gây ra đại dịch COVID-19 đang diễn ra trên toàn cầu.

## Chẩn đoán

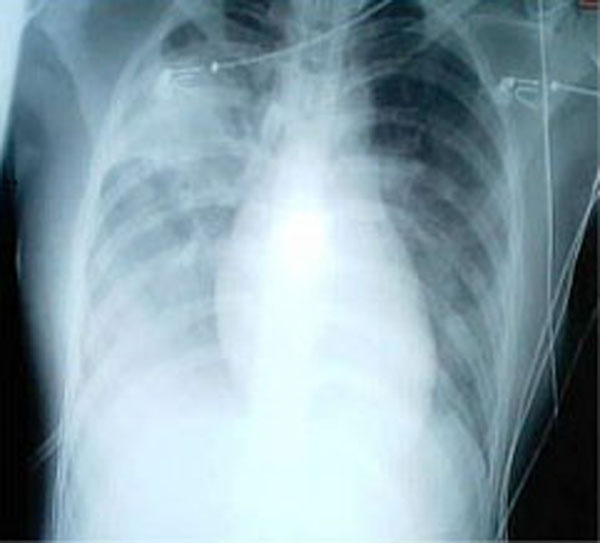
Ảnh chụp X-quang ngực cho thấy độ mờ đục tăng ở cả hai phổi, biểu hiện viêm phổi, ở một bệnh nhân mắc SARS